# Hugo Scrimaglia
Hugo Alejandro Scrimaglia es un exfutbolista argentino, jugaba de defensa y durante su carrera deportiva solo jugó en dos equipos, primero en San Lorenzo de Argentina y luego en el Atlético Bucaramanga de Colombia en donde jugó 337 partidos, fue director técnico y es reconocido como uno de sus máximos ídolos por ser el quinto jugador con más partidos en la historia del club y uno de los mejores defensas centrales que ha vestido la camiseta Leoparda.

## Trayectoria como jugador
Su debut a nivel profesional fue con San Lorenzo de Argentina y a finales de los años cincuenta llega a Colombia al Club Atlético Bucaramanga, en donde jugó durante 9 años hasta el final de su carrera.
| Club                                 | País      | Año         |
| ------------------------------------ | --------- | ----------- |
| Club Atlético San Lorenzo de Almagro | Argentina | 1951 - 1958 |
| Atlético Bucaramanga                 | Colombia  | 1959 - 1967 |

## Trayectoria como entrenador
Dirigió en 1971 al Oro Negro de Barrancabermeja y al Atlético Bucaramanga en 1981 tras el fracaso del brasileño Carlos Gainete. Luego durante muchos años estuvo al frente de las divisiones inferiores del club. 